# Symphonic Live
Symphonic Live è un DVD del gruppo di progressive rock britannico Yes, pubblicato nel 2002.

## Il video
Il DVD contiene la registrazione di un concerto tenutosi ad Amsterdam il 22 novembre 2001 durante il tour di promozione dell'album Magnification (Yes Symphonic Tour).
Il concerto fu realizzato dalla formazione degli Yes comprendente Jon Anderson, Steve Howe, Alan White e Chris Squire, con il giovane Tom Brislin alle tastiere, accompagnati dalla European Festival Orchestra condotta da Wilhelm Keitel.
Il gruppo si cimenta in grandi classici come Close to the Edge, Ritual e Gates of Delirium, impreziositi dall'accompagnamento dell'orchestra sinfonica (gli arrangiamenti sono opera di Larry Groupé, che aveva partecipato anche alla realizzazione di Magnification)'. L'assolo di chitarra di Steve Howe include un adattamento del secondo movimento de l'ultimo concerto in re maggiore di Vivaldi, brano già proposto da Howe (in una versione alla chitarra elettrica) sul suo The Steve Howe Album.

## Contenuti

### Disco 1
1. Introduzione strumentale di Give Love Each Day
2. Close to the Edge
3. Long Distance Runaround
4. Don't Go
5. In the Presence of
6. Gates of Delirium
7. Steve Howe solo: Last Concerto in D Major, 2nd Movement / Mood for a Day
8. Starship Trooper
9. Magnification
10. And You And I
11. Ritual
12. I've Seen All Good People
13. Owner of a Lonely Heart
14. Roundabout

### Disco 2
- Dreamtime (documentario)
- Don't Go (bonus video)

## Tracce CD
Pubblicato nel 2009

### Disco 1
1. Overture
2. Close to the Edge
3. Long Distance Runaround
4. Don't Go
5. In the Presence Of
6. The Gates of Delirium
7. Steve Howe Guitar Solo (Mood For a Day)

### Disco 2
1. Starship Trooper
2. Magnification
3. And You and I
4. Ritual
5. I've Seen All Good People
6. Owner of a Lonely Heart
7. Roundabout

## Formazione
- Jon Anderson - voce, percussioni, chitarra,  tastiere
- Steve Howe - chitarra, voce
- Chris Squire - basso, voce, percussioni  in Ritual
- Alan White - batteria, voce, tastiere in In the Presence Of

con l'apporto di:
- Tom Brislin - tastiere, percussioni  in Ritual
- European Festival Orchestra diretta da Wilhelm Keitel